# Limnephilus kalama
Limnephilus kalama är en nattsländeart som beskrevs av Donald G. Denning 1968. Limnephilus kalama ingår i släktet Limnephilus och familjen husmasknattsländor. Inga underarter finns listade i Catalogue of Life.